# Video4Linux
Video4Linux ou V4L est une API vidéo pour Linux. Video4Linux est intégré dans le noyau Linux.
V4L est une couche abstraite entre les logiciels de vidéo et les périphériques vidéo. Il permet notamment la capture de flux vidéo et d'images en provenance de caméscopes numériques, de cartes d'acquisition vidéo, de tuners TV et radio, de webcams, etc.
Il existe deux versions de l'API, Video4Linux (dans les anciens noyaux 2.2, 2.4 et 2.6) et plus récemment Video4Linux2, évolution majeure en standard dans les noyaux Linux 2.6.

## Logiciels utilisant Video4Linux
- aMSN ;
- Ekiga, visioconférence ;
- Cheese, prise de photos et enregistrement de vidéos grâce à votre webcam avec effets graphiques rigolos ;
- Framework, logiciel de capture et réalisation de film d'animation ;
- FreeJ (en), logiciel d'effets vidéo temps réel pour vidéo Jockey (VJ) ;
- GStreamer, bibliothèque audio/vidéo haut niveau ;
- GLTV, visualisation TV utilisant OpenGL ;
- kdetv, visualisation TV ;
- Motion, logiciel de surveillance automatique ;
- MPlayer, logiciel de visualisation vidéo (accompagné de mencoder pour la conversion) ;
- MythTV, visualisation TV ;
- SImg, logiciel spécialisé dans le traitement d'images astronomiques ;
- Stopmotion, logiciel de capture et réalisation de films d'animation ;
- tvtime ;
- Veejay, logiciel d'effets vidéo temps réel, un instrument visuel et un sampler vidéo pour l'improvisation ;
- VLC media player visualisation et streaming vidéo ;
- xawtv (en), visualisation TV ;
- Zapping
- Vigibot.com (site de robotique basse latence)

## Logiciels capables d'utiliser Video4Linux2
- luvcview